# C-Wert (Genetik)
Der C-Wert ist eine Basiseinheit in der Genetik. Er gibt als Messgröße an, wie viel Desoxyribonukleinsäure (DNA) ein einfaches, in der Fachsprache haploides, Genom eines Lebewesens enthält; dieser Wert wird jeweils mit 1 C bezeichnet. Es gibt zwei Möglichkeiten, die entsprechende DNA-Menge darzustellen:
- als Masse der im haploiden Genom enthaltenen DNA, angegeben in Pikogramm (pg);[2]
- als Anzahl der im haploiden Genom enthaltenen DNA-Basenpaare (bp).[3]

Der C-Wert ist innerhalb einer biologischen Art weitgehend stabil und damit ein artspezifisches Merkmal. Zwischen Arten kann er sehr verschieden sein. Die Werte reichen von 106 Basenpaaren (1 Mbp) für Mycoplasma bis zu den 1011 Basenpaaren (100 Gbp) bei manchen Pflanzen und Amphibien. Bei Vergleichen wurde festgestellt, dass komplexere Organismen zumeist einen höheren C-Wert haben. Dass dies manchmal nicht so ist, wird auch C-Wert-Paradoxon genannt.

## Vergleich der Arten
Der C-Wert wird gerne dazu verwendet, um die Genome verschiedener Arten zu bemessen. Es gibt offene Quellen, von denen 1 C-Werte von Pflanzen und von Tieren abzurufen sind.

### Pflanzen
Die botanische Datenbank in Großbritannien (Version 6.0, Dezember 2012) umfasst C-Werte von 8510 Arten. Darin sind kaum mehr als 1 Prozent der (bekannten) Angiospermen gelistet.
Vor allem bei Pflanzen ist zu bedenken, ob die Keimzellenkerne einer Art (Rasse) jedes Chromosom einfach, doppelt oder dreifach besitzen. Soll derartige Komplexität einer Erbmasse betont werden, darf die betreffende Genomgröße als Cx (monoploid), C2x (diploid) oder C3x (triploid) notiert werden. Ohne die Komplexität zu berücksichtigen, schreibt man für das ganze (holoploide) Genom den gewohnten, blanken C-Wert. Das Problem der konstitutiven Polyploidie und ihre Wirkung auf die Zellengröße hat bereits Hans Winkler experimentell untersucht. Er verwies darauf, dass „Tetraploidie und Verdoppelung der diploiden Chromosomenzahl nicht notwendig miteinander identisch sind“ [S. 517].

### Pilze
Seit 2005 gibt es in Estland eine Datenbank mit 2336 Einträge zu C-Werten von Pilzen (Stand November 2018).

### Tiere
Die Datenbank für C-Werte von 6222 Tierarten wird aus Kanada angeboten. Das kleinste animale Genom mit 0,02 pg DNA besitzt der Nematode Pratylenchus coffeae; das andere Extrem, 132,83 pg DNA, präsentiert der Lungenfisch Protopterus aethiopicus.
Ein Bericht über 67 Säugetierarten mit damals 51 neuen Genomgrößen weist auf die kompakt kleinen Genome der Fledermäuse hin.

## Analyse in einer Art
Der C-Wert bildet die Basis, um verschieden große Zellkerne in den Geweben desselben Organismus (oder einer Art) miteinander zu vergleichen. Für diesen Zweck werden die DNA-Mengen als Vielfaches des C-Wertes angegeben.

### Mitose
In einem Diplont beträgt der DNA-Gehalt eines Zellkernes ab vollendeter S-Phase 4 C und bleibt auf diesem Niveau bis zur nächsten mitotischen Metaphase einschließlich. Die beiden Tochterzellkerne erhalten durch die Anaphase und die nachfolgende Kernteilung 2 C; diese DNA-Menge halten sie bis zum Beginn der nächsten S-Phase. Durch DNA-Synthese (Replikation) aller Chromosomen steigt der DNA-Gehalt wiederum von 2 C über Zwischenwerte auf 4 C.

### Meiose
Für diesen Prozess im Zellkern ist entscheidend, dass zwischen erstem und zweitem Schritt einer Meiose die DNA-Synthese unterbleibt. Nur so wird durch die Anaphase II den Kernen der Keimzellen 1 C zuteil. Diese Reduktion auf ein einziges Genom (einen einfachen = haploiden Chromosomensatz) ist der notwendige Zweck der Meiose.
Der DNA-Gehalt 1 C charakterisiert eine Keimzelle (Spermienzelle oder unbefruchtete Eizelle).
Erst der C-Wert ermöglicht, die Verminderung der Kern-DNA auf den haploiden Wert 1 C mit der im Lichtmikroskop feststellbaren Chromosomenzahl zu verbinden und unzweideutig zu beschreiben. Denn über weite Strecken der Meiose zeigen sich die Chromosomen (als Bivalente) zum haploiden Satz vereinigt. Das Problem veranschaulicht die folgende Tabelle:
| Zellzeit            | Phase         | Merkmal               | Chromosomen           | DNA       |
| ------------------- | ------------- | --------------------- | --------------------- | --------- |
| LETZTER Mito-Zyklus | Interphase    | S-Phase vollendet     | nicht zählbar         | 4 C       |
| MEIOSE I            | Prophase I    | Leptotän, Zygotän     | nicht zählbar         | 4 C       |
|                     | Prophase I    | Pachytän, Diplotän    | 1 n Bivalente         | 4 C       |
|                     | Prophase I    | Diakinese             | 1 n Bivalente         | 4 C       |
|                     | Metaphase I   |                       | 1 n Bivalente         | 4 C       |
|                     | Anaphase I    |                       | 1 n + 1 n             | 2 C + 2 C |
|                     | Telophase I   |                       | nicht zählbar         | 2 C + 2 C |
| Interkinese         | keine S-Phase | Kernteilung           | nicht zählbar         | 2 C + 2 C |
| MEIOSE II           | Prophase II   |                       | nicht zählbar         | 2 C       |
|                     | Metaphase II  |                       | 1 n; Chromatidenspalt | 2 C       |
|                     | Anaphase II   |                       | 1 n + 1 n             | 1 C + 1 C |
|                     | Telophase II  | Kernteilung           | nicht zählbar         | 1 C + 1 C |
| GAMET               |               | Eizelle oder Spermium | nicht zählbar (1 n)   | 1 C       |

### C-Wert des Menschen
Die Genomgröße des Menschen wird zurzeit mit 1 C = 3,50 pg DNA gelistet. Dieser C-Wert beruht auf mikrofotometrischen Untersuchungen und entspricht 3423 Mbp. Die Umrechnung folgt der Gleichung 1 pg DNA = 978 Mbp. Die Messungen der Kern-DNA sind genau genug, um bei vielen Säugern die Spermien mit einem X-Chromosom von Spermien mit einem Y-Chromosom zu unterscheiden. Dies gilt folgerichtig für einen X-abhängigen gegenüber einem Y-anhängigen C-Wert. Das "Referenzgenom" des Menschen beruht auf Daten, die durch DNA-Sequenzierung gewonnen wurden. Die aktuelle Ausgabe „GRCh38.p12“ summiert das X-haltige Genom auf 3031,07 Mbp und das Y-haltige Genom auf 2932,26 Mbp. Es ist keine Utopie: Nach solcher Zellsortierung kann eine gezielte künstliche Besamung beziehungsweise eine In-vitro-Befruchtung über das Geschlecht des Embryos entscheiden.

### DNA-Endoreplikation
Siehe Hauptartikel Endoreplikation.
Dieser nicht seltene Zellprozess besteht aus einer Reihe von DNA-Synthesen innerhalb desselben Zellkernes. Bei solchen Endozyklen unterbleibt nach jeder S-Phase die Kernteilung, sodass der C-Wert ansteigt. Besonders hohe C-Werte sind von Polytänchromosomen oder polyploiden Zellkernen in Hochleistungsorganen bekannt. Endoreplikation gehört in solchen Fällen zur gesunden, normalen Entwicklung. Beispiele sind die Malpighi-Gefäße, Speicheldrüsen und Spinndrüsen von Fliegen und Mücken, von Schmetterlingen und Spinnen. Die größten Zellkerne der Spinndrüsen in den Larven des Seidenspinners erreichen mit 17 Endozyklen den Rekordwert von etwa 300.000 C.
Auch für Menschen ist Endoreplikation wichtig. Die Trophoblasten mit endoreplizierten Zellkernen dienen im frühen Embryonalstadium der Blastozyste, damit sie sich in die Gebärmutter einnisten kann.

## Pathologie der Zellkerne
Krebserkrankungen beruhen auf genetischen Defekten, auf Fehlverteilungen von Chromosomen in der Mitose. Diese Vorstellungen gehen zurück auf David Paul von Hansemann und Theodor Boveri. Die Pioniere konnten DNA-Mengen lediglich abschätzen und – schwierig bei menschlichen Mitosen – Chromosomen zählen. Hansemann hätte sich gewünscht, den DNA-Gehalt in Kernen während der Interphase genau quantifizieren zu können.
Erst das Aufkommen der Mikroskop-Fotometrie erlaubte, Abweichungen der Kern-DNA von den regulären Werten 2 C, 4 C, auch 8 C und darüber hinaus festzustellen. Solche Erfolge öffneten das Feld der quantitativen Zytogenetik und Zytopathologie, um abnorme DNA-Gehalte, die Aneuploidie der Zellkerne, in Tumoren aufzuspüren.

## Geschichte
Die Definition des C-Wertes als haploider DNA-Gehalt einer biologischen Art leistete Hewson Swift, nachdem er Zellkerne vom Mais mit einem selbst konzipierten Mikrofotometer gewogen hatte.

## Technik
Mit einem Mikroskop-Fotometer misst man den Lichtverlust durch die Zellkerne, die auf Glasträgern fixiert und mit der Feulgenreaktion DNA-spezifisch gefärbt sind. Obwohl zeitaufwändig, hat dieses Verfahren den Vorteil, dass jeder einzelne Kern morphologisch beurteilbar sowie für Messwiederholungen zugänglich ist. Für die Bestimmung von 1 C müssen nicht unbedingt (kompakte) Spermien verwendet werden. Belastbarer ist das Ergebnis, wenn Spermatiden (1 C) mit identifizierten Kernen aus der Prophase I (4 C) verrechnet werden.
Die andere Methode ist die Durchflusszytometrie von Zellen, deren Kern-DNA mittels eines spezifischen fluoreszierenden Farbstoffes registriert wird. Dieses Licht messende Verfahren hat den Vorteil, sehr große Stichproben bewerten zu können.
Bei beiden Verfahren ist es notwendig, neben der Probe einen externen DNA-Standard mit bekanntem, anerkanntem DNA-Gehalt zu messen. Von den Gerätewerten des Standards werden die Gerätewerte der Probe in pg oder bp umgerechnet. Ellen Rasch führte die 2 C-Zellkerne von roten Blutzellen eines Huhns als DNA-Standard mit 2,53 pg DNA ein.